# Torre Atenas
La Torre Atenas (en griego: Πύργος Αθηνών, Pyrgos Athinon) es el edificio más alto de Grecia. Se trata de un edificio de 103 m de altura. La construcción comenzó en 1968 y se terminó en 1971. En el momento de su finalización era el edificio más alto de los Balcanes. Es una de las dos torres del Complejo Torres Atenas. Cuenta con 28 plantas y 9 ascensores. Se encuentra ubicado en el distrito de Ampelokipi en la Avenida Messogeion. Es utilizado por muchas empresas como Interamericana y el Banco Alpha. El arquitecto de la Torre de Atenas es Ioannis Vikelas, que también diseñó el edificio principal del Museo Goulandris de Arte Cicládico.

### Historia
La Torre Atenas se construyó en un periodo en el que la ley de desarrollo que restringía la altura máxima de un edificio no estaba activa, con la ley 395/68 "Sobre la altura de los edificios y la libre construcción" con la que se daba libertad a los edificios para que se dispusieran de cualquier manera dentro de la parcela para asegurar la mejor iluminación y ventilación. Hasta 1968 la altura máxima permitida de un edificio era de 35 metros, de 1985 a 2000 la altura máxima permitida del edificio era de 32 metros, de 2000 a 2012 de 27 metros y de 2012 a la actualidad de 32 metros. 
Hasta 1968, el edificio más alto de Atenas era el Athens Hilton, de 14 plantas, que se terminó en 1963. La construcción de la Torre Atenas comenzó en 1968 y corrió a cargo de Αλβέρτης - Δημόπουλος (Alivertis-Dimopoulos) Α.Ε., una de las mayores empresas constructoras de la época. Para la construcción del edificio se concedió el terreno de la avenida Messogeion 2-4. El edificio se terminó en 1971. En la década de 1990 se añadieron antenas de telecomunicaciones en el tejado del edificio.